# Selecció de rugbi XV d'Anglaterra

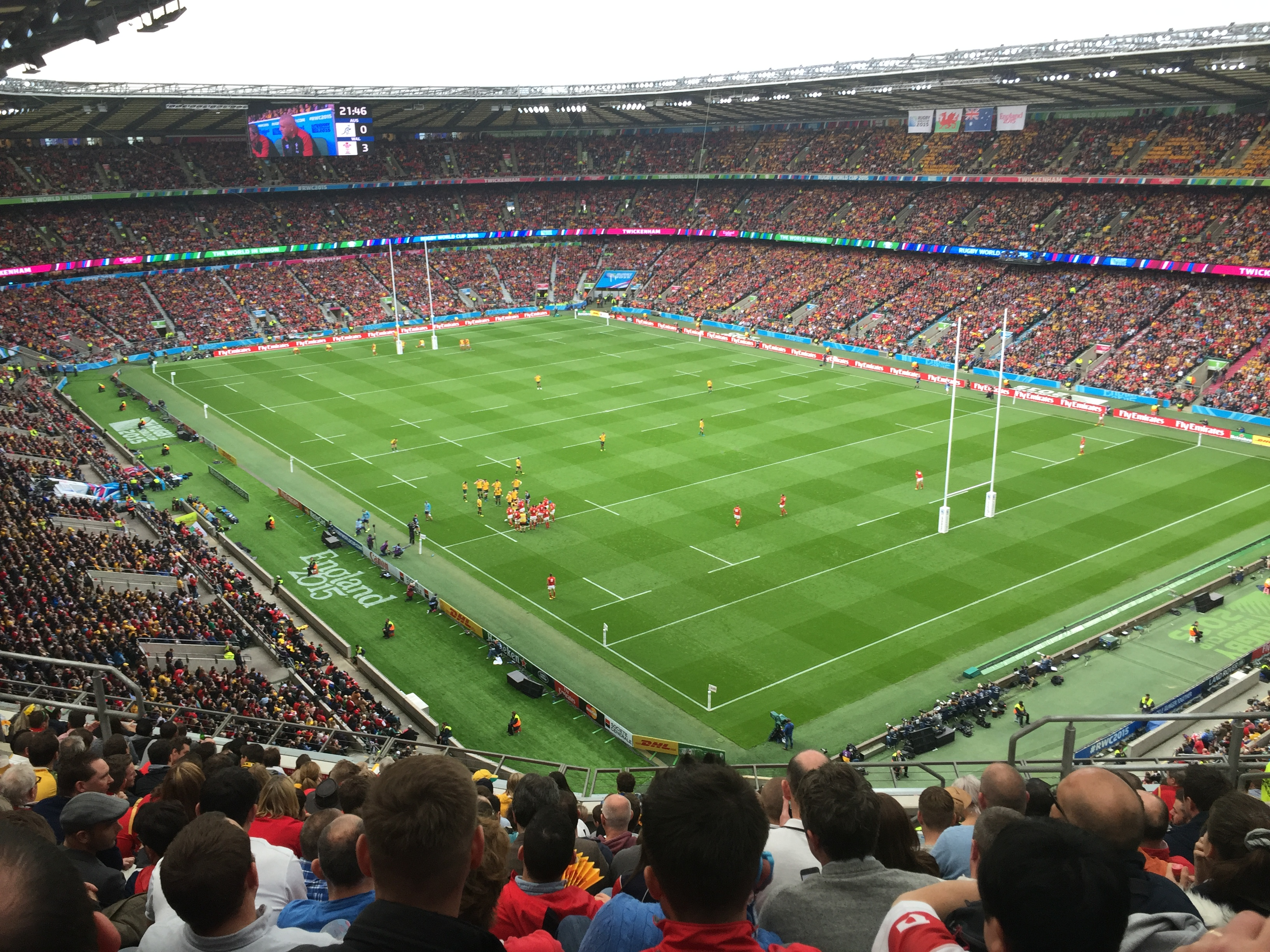
L'Estadi de Twickenham, seu de la Rosa.

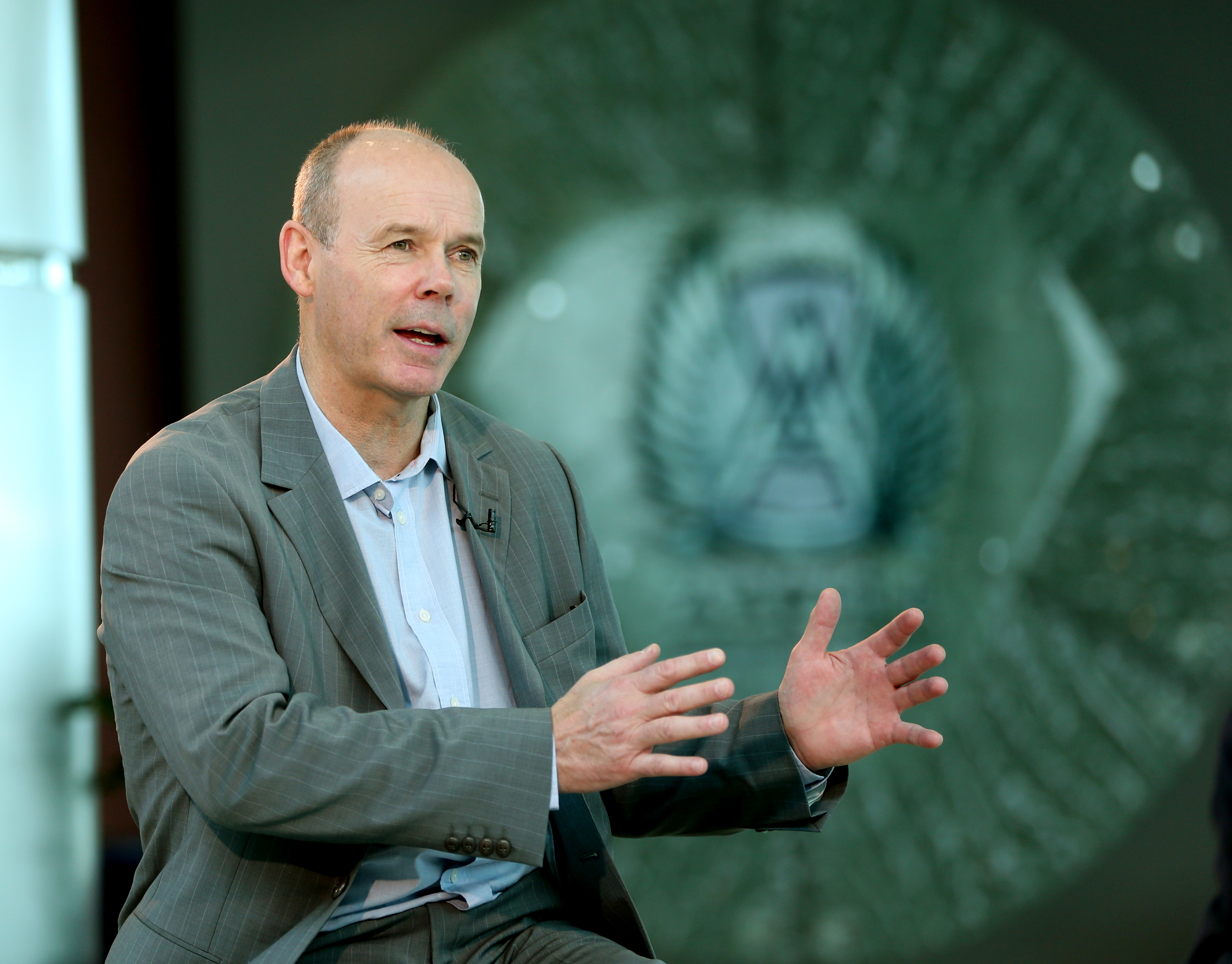
Clive Woodward va entrenar a l'equip que es va consagrar campió del Món.

La selecció de rugbi d'Anglaterra és l'equip representatiu d'Anglaterra en les competicions internacionals. La seva organització està a càrrec de la Rugbi Football Union (RFU), que és membre de la International Rugbi Board des de 1890. La Selecció competeix anualment en el Torneig de les Sis Nacions al costat de França, Irlanda, Escòcia, Itàlia i Gal·les, on s'han alçat amb el torneig en 28 ocasions, aconseguint el Gran Slam 13 vegades, la qual cosa la converteix en l'equip més reeixit de la història del torneig. En el marc del torneig juga cada any la Calcuta Cup enfront de la Selecció d'Escòcia.
La selecció anglesa va guanyar el campionat de la Copa del Món de Rugbi en 2003 i van aconseguir el subcampionat en les edicions de 1991, 2007 i de 2019.
Els jugadors d'Anglaterra tradicionalment vesteixen una samarreta blanca amb una rosa brodada en el pit, pantalons curts blancs i mitjons blau marí amb una banda blanca. La seu principal dels seus partits és l'Estadi de Twickenham, on van jugar per primera vegada l'any 1910.

## Història
La història de la selecció es remunta a l'any 1871, quan l'equip de rugbi anglès va jugar el seu primer test match oficial, un partit que va perdre davant d'Escòcia. Anglaterra va dominar els primers campionats "Home Nations" (avui Torneig de les Sis Nacions) que van començar a disputar-se el 1883. La primera vegada que es van enfrontar a Nova Zelanda va ser el 1905, a Sud-àfrica el 1906, i a Austràlia el 1909.

### Enfrontaments
Anglaterra té una balança negativa d'enfrontaments davant les tres potències del sud (Nova Zelanda, Sud-àfrica i Austràlia). El seu pitjor palmarès és davant Nova Zelanda, amb la qual ha obtingut 7 victòries, 32 derrotes i un empat. L'equip ha presentat una gran igualtat davant Gal·les i té un saldo positiu davant Argentina, França, Escòcia i Gal·les, alhora que ha vençut tots els seus partits davant Itàlia. Cap altra selecció nacional ha aconseguit victòries o empats amb Anglaterra.

## Entrenadors
Si no s'indica la nacionalitat, és anglès:
- 1985–1987: Martin Green
- 1987–1994: Geoff Cooke
- 1994–1997: Jack Rowell
- 1997–2004: Clive Woodward
- 2004–2006: Andy Robinson
- 2006–2008: Brian Ashton
- 2008–2011: Martin Johnson
- 2011–2015: Stuart Lancaster
- 2015–actualitat: Eddie Jones (australià)

## Anglaterra a la Copa del Món
Va ser un dels equips convidats a participar en la primera Copa del Món de Rugbi el 1987 i va arribar a la final durant la seva segona participació, el 1991, on va perdre per 12-6 davant d'Austràlia. Després del seu Gran Slam al Sis Nacions de 2003, Anglaterra va guanyar la Copa Mundial aquest any, derrotant a Austràlia 20-17 en el temps de pròrroga. També va disputar la final el 2007, però va perdre per 15-6 amb Sud-àfrica.
| Any               | Fase            | Posició | PJ | PG | PE | PP | PF   | PC  |
| Nova Zelanda 1987 | Quarts de final | 5º      | 4  | 2  | 0  | 2  | 103  | 48  |
| Anglaterra 1991   | Subcampió       | 2º      | 6  | 4  | 0  | 2  | 119  | 61  |
| Sud-àfrica 1995   | Quart lloc      | 4º      | 6  | 4  | 0  | 2  | 158  | 146 |
| Gal·les 1999*     | Quarts de final | 5º      | 5  | 3  | 0  | 0  | 250  | 115 |
| Austràlia 2003    | Campió          | 1º      | 7  | 7  | 0  | 0  | 327  | 88  |
| França 2007       | Subcampió       | 2º      | 7  | 5  | 0  | 2  | 140  | 122 |
| Nova Zelanda 2011 | Quarts de final | 6º      | 5  | 4  | 0  | 1  | 149  | 53  |
| Anglaterra 2015   | Primera fase    | 10º     | 4  | 2  | 0  | 2  | 133  | 75  |
| Japó 2019         | Subcampió       | 2º      | 6  | 5  | 0  | 1  |      |     |
| França 2023       | Classificat     |         |    |    |    |    |      |     |
| Total             |                 | 4º      | 46 | 33 | 0  | 13 | 1459 | 718 |
| ----------------- | --------------- | ------- | -- | -- | -- | -- | ---- | --- |

- L'any 1999, Anglaterra va jugar quatre dels seus cinc partits en territori local, a l'Estadi de Twickenham de Londres.

## Estadístiques
Quan es va introduir el World Rugbi Rànquing a l'octubre de 2003, Anglaterra va quedar classificada com a primera. Breument van caure a segon lloc al setembre aquest any abans de recuperar el primer lloc. Va tornar a caure a la segona posició i després a la tercera, el juny de 2004. Després del Torneig de les Sis Nacions 2005 van baixar fins al sisè lloc, on va romandre fins que va passar al cinquè al desembre d'aquest any. Durant el 2006, el seu rànquing va caure de nou i la selecció va acabar l'any setena. El 2007 va tornar al tercer lloc després de la seva bona participació en la Copa Mundial d'aquest any. L'any següent, el seu resultat va baixar de manera que durant el Sis Nacions de 2009 van arribar al seu pitjor lloc, el vuitè. De nou van ser vuitens als internacionals de tardor d'aquest any. Després d'un ressorgiment que els va fer pujar fins al quart lloc del món, l'equip de nou va caure, després de la seva decebedora actuació en la Copa Mundial de 2011, i ocupava la sisena posició de la classificació el 27 de febrer de 2012. Després d'un reeixit 2013, incloent una victòria 20-13 contra Austràlia i una derrota 30-22 contra els All Blacks, Anglaterra va quedar classificada quarta del món a data de 27 de gener de 2014.
A baix hi ha una taula on es resumeixen els partits oficials d'Anglaterra fins al 2 de febrer de 2020. Només s'inclouen els Test matches (reconeguts per la RFU).
| Oponent             | Jugats | Bestiars | Perduts | Empatats | % de victòries |
| ------------------- | ------ | -------- | ------- | -------- | -------------- |
| Argentina           | 24     | 19       | 4       | 1        | 79,1%          |
| Austràlia           | 51     | 25       | 25      | 1        | 49,0%          |
| Canadà              | 6      | 6        | 0       | 0        | 100,0%         |
| Escòcia             | 137    | 75       | 43      | 19       | 54,7%          |
| Estats Units        | 6      | 6        | 0       | 0        | 100,0%         |
| Fiji                | 7      | 7        | 0       | 0        | 100,0%         |
| França              | 106    | 58       | 41      | 7        | 54,7%          |
| Gal·les             | 134    | 63       | 59      | 12       | 47,0%          |
| Geòrgia             | 2      | 2        | 0       | 0        | 100,0%         |
| Irlanda             | 135    | 78       | 49      | 8        | 57,7%          |
| Itàlia              | 26     | 26       | 0       | 0        | 100,0%         |
| Japó                | 2      | 2        | 0       | 0        | 100,0%         |
| New Zealand Natives | 1      | 1        | 0       | 0        | 100,0%         |
| Nova Zelanda        | 42     | 8        | 33      | 1        | 19,0%          |
| Pacific Islanders   | 1      | 1        | 0       | 0        | 100,0%         |
| Països Baixos       | 1      | 1        | 0       | 0        | 100,0%         |
| RFU XV              | 1      | 0        | 1       | 0        | 0,0%           |
| Romania             | 5      | 5        | 0       | 0        | 100,0%         |
| Samoa               | 8      | 8        | 0       | 0        | 100,0%         |
| Sud-àfrica          | 43     | 15       | 26      | 2        | 34,8%          |
| Tonga               | 3      | 3        | 0       | 0        | 100,0%         |
| Uruguai             | 2      | 2        | 0       | 0        | 100,0%         |
| Total               | 743    | 411      | 281     | 51       | 55.31 %        |

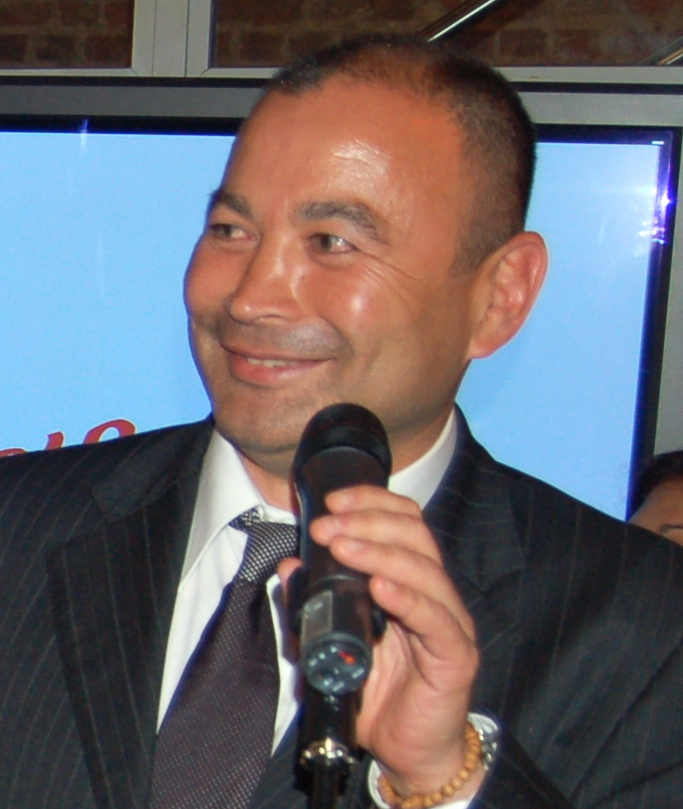
Eddie Jones és l'entrenador.

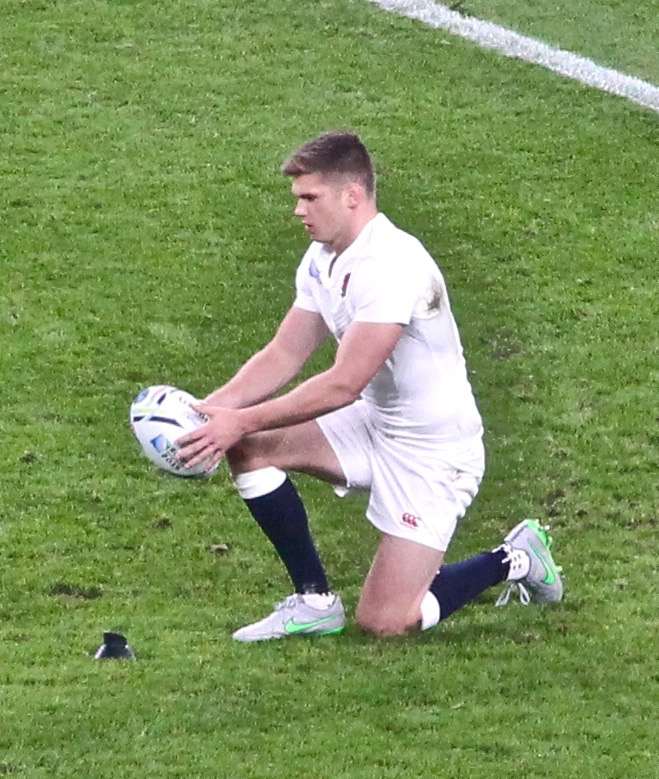
Owen Farrell és el capità.

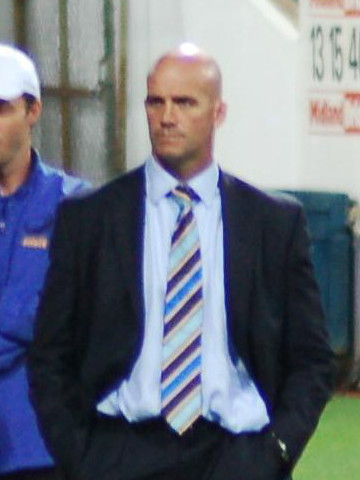
John Mitchell és l'entrenador de defensa des d'agost de 2018.

La llista següent és la dels convocats per a la Copa del Món del Japó 2019.
Tests actualitzats el 4 d'octubre de 2019. En negreta hi apareixen els jugadors titulars amb els seus respectius nombres de dorsal.
|                     | Jugador               | Any de naixement | Posició      | Tests | Equip              |
| ------------------- | --------------------- | ---------------- | ------------ | ----- | ------------------ |
| Hookers i Pilars    |                       |                  |              |       |                    |
|                     | Dan Cole              | 2015             | Pilar        | 91    | Leicester Tigers   |
|                     | Luke Cowan-Dickie     | 2004             | Hooker       | 17    | Exeter Chiefs      |
|                     | Ellis Genge           | 2009             | Pilar        | 14    | Leicester Tigers   |
| 2                   | Jamie George          | 2004             | Hooker       | 41    | Saracens           |
| 1                   | Joe Marler            | 2017             | Pilar        | 64    | Harlequins FC      |
| 3                   | Kyle Sinckler         | 1995             | Pilar        | 27    | Harlequins FC      |
|                     | Jack Singleton        | 2010             | Hooker       | 3     | Saracens           |
|                     | Mako Vunipola         | 2011             | Pilar        | 54    | Saracens           |
| Segones línies      |                       |                  |              |       |                    |
| 4                   | Maro Itoje            | 1996             | Segona línia | 30    | Saracens           |
| 5                   | George Kruis          | 2003             | Segona línia | 37    | Saracens           |
|                     | Joe Launchbury        | 2012             | Segona línia | 62    | Wasps RFC          |
|                     | Courtney Lawes        | 2002             | Segona línia | 77    | Northampton Saints |
| Ales i Vuitens      |                       |                  |              |       |                    |
| 6                   | Tom Curry             | 2009             | Ala          | 15    | Surt Sharks        |
|                     | Lewis Ludlam          | 2016             | Vuitè        | 4     | Northampton Saints |
| 7                   | Sam Underhill         | 2002             | Ala          | 11    | Bath Rugbi         |
| 8                   | Billy Vunipola        | 2021             | Vuitè        | 36    | Saracens           |
|                     | Mark Wilson           | 2018             | Ala          | 16    | Newcastle Falcons  |
| Mitjans scrums      |                       |                  |              |       |                    |
|                     | Willi Heinz           | 2000             | Mitjà scrum  | 6     | Gloucester Rugbi   |
| 9                   | Ben Youngs            | 2019             | Mitjà scrum  | 91    | Leicester Tigers   |
| Obertures i Centres |                       |                  |              |       |                    |
| 12                  | Owen Farrell (capità) | 2000             | Centre       | 75    | Saracens           |
| 10                  | George Ford           | 2009             | Obertura     | 61    | Leicester Tigers   |
|                     | Piers Francis         | 2004             | Obertura     | 9     | Northampton Saints |
|                     | Jonathan Joseph       | 2003             | Centre       | 44    | Bath Rugbi         |
|                     | Henry Slade           | 2006             | Centre       | 23    | Exeter Chiefs      |
| 13                  | Manu Tuilagi          | 2006             | Centre       | 36    | Leicester Tigers   |
| Fullbacks i Wings   |                       |                  |              |       |                    |
|                     | Joe Cokanasiga        | 2009             | Wing         | 9     | Bath Rugbi         |
| 15                  | Elliot Daly           | 2016             | Fullback     | 35    | Saracens           |
| 11                  | Jonny Maig            | 2023             | Wing         | 48    | Leicester Tigers   |
|                     | Ruaridh McConnochie   | 2001             | Wing         | 2     | Bath Rugbi         |
|                     | Jack Nowell           | 2013             | Fullback     | 33    | Exeter Chiefs      |
| 14                  | Anthony Watson        | 1999             | Wing         | 38    | Bath Rugbi         |

### Cos tècnic
Entrenador: Eddie Jones
En els següents, si no s'indiquen les nacionalitats, són anglesos. Assistents:
- Entrenador de Forwards: Steve Borthwick
- Entrenador de Backs: Scott Wisemantel (australià)
- Entrenador de Scrum: Neal Hatley
- Entrenador de Defensa: John Mitchell (australià)

## Jugadors notables
Setze jugadors: Rob Andrew, Bill Beaumont, William Carpmael, Lawrence Dallaglio, Jeremy Guscott, Alfred Hamersley, Martin Johnson, John Kendall-Carpenter, Jason Leonard, Edgar Mobbs, Ronald Poulton, Alan Rotherham, Harry Vassall, Wavell Wakefield, Jonny Wilkinson i Clive Woodward, són membres del World Rugbi Saló de la Fama.

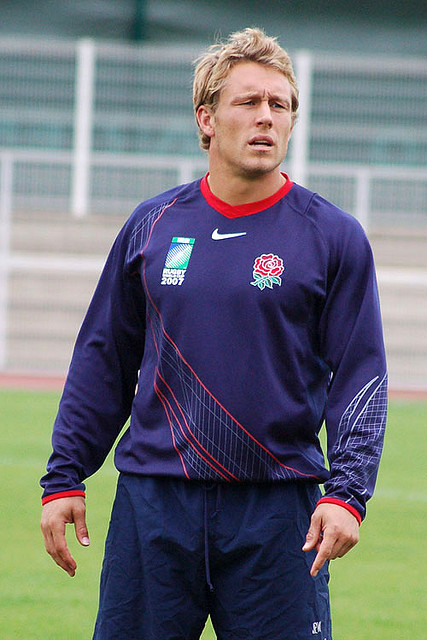
Jonny Wilkinson és considerat el Millor jugador de la Història.

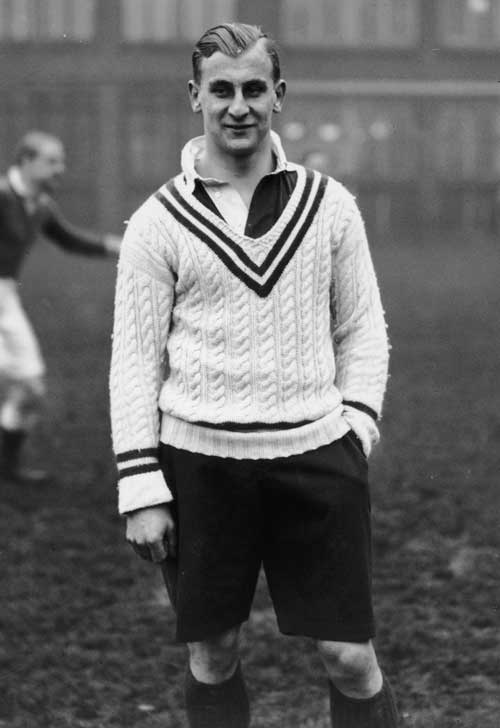
El Príncep Alexander Obolensky li va marcar un doblet als All Blacks.

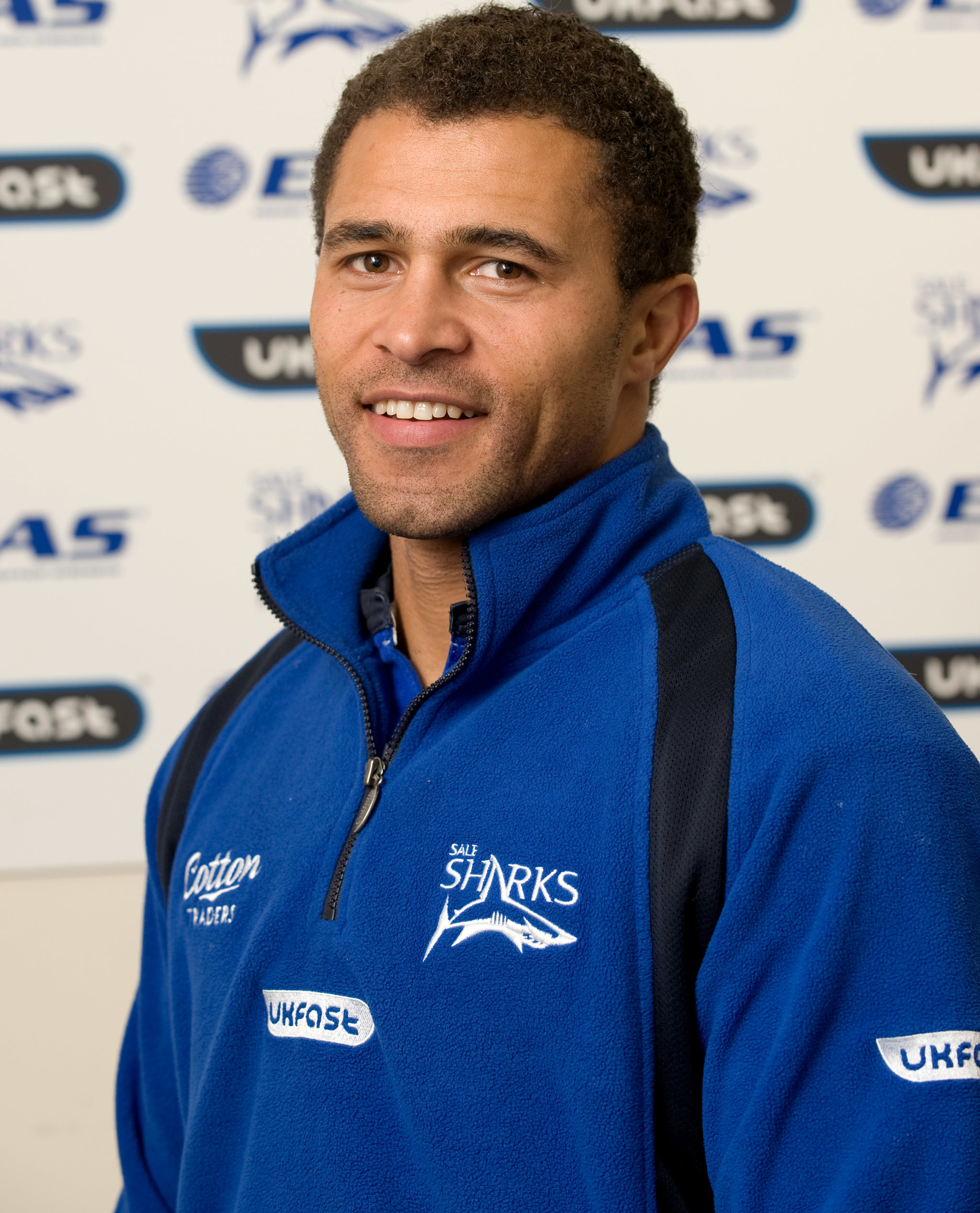
Jason Robinson va marcar l'únic try anglès de la Final del Mundial 2003.

### Major nombre detest matches
Tests actualitzats al 13 d'octubre de 2019.
|    | Jugador            | Tests | Posició      | Carrera   |
| -- | ------------------ | ----- | ------------ | --------- |
| 1  | Jason Leonard      | 114   | Pilar        | 1990–2004 |
| 2  | Dylan Hartley      | 97    | Hooker       | 2008–     |
| 3  | Ben Youngs         | 92    | Mitjà scrum  | 2010–     |
| 4  | Dan Cole           | 92    | Pilar        | 2010–     |
| 5  | Jonny Wilkinson    | 91    | Obertura     | 1998–2011 |
| 6  | Rory Underwood     | 85    | Wing         | 1984–1996 |
| 7  | Lawrence Dallaglio | 85    | Vuitè        | 1995–2007 |
| 8  | Martin Johnson     | 84    | Segona línia | 1993–2003 |
| 9  | Danny Care         | 84    | Mitjà scrum  | 2008–     |
| 10 | Courtney Lawes     | 78    | Segona línia | 2009–     |

### Màxims anotadors entest matches
Punts actualitzats el 13 d'octubre de 2019.
|    | Jugador         | Punts | Posició  | Carrera   |
| -- | --------------- | ----- | -------- | --------- |
| 1  | Jonny Wilkinson | 1179  | Obertura | 1998–2011 |
| 2  | Owen Farrell    | 841   | Centre   | 2012–     |
| 3  | Paul Grayson    | 400   | Obertura | 1995–2004 |
| 4  | Rob Andrew      | 396   | Obertura | 1985–1997 |
| 5  | Toby Flood      | 301   | Obertura | 2006–2013 |
| 6  | Jonathan Webb   | 296   | Fullback | 1987–1993 |
| 7  | George Ford     | 288   | Obertura | 2014–     |
| 8  | Charlie Hodgson | 269   | Obertura | 2001–2012 |
| 9  | Dusty Hare      | 240   | Fullback | 1974–1984 |
| 10 | Rory Underwood  | 210   | Wing     | 1984–1996 |

### Màxims anotadors de tries
Tries actualitzats el 13 d'octubre de 2019.
|    | Jugador        | Tries | Posició  | Carrera   |
| -- | -------------- | ----- | -------- | --------- |
| 1  | Rory Underwood | 49    | Wing     | 1984–1996 |
| 2  | Will Greenwood | 31    | Centre   | 1997–2004 |
| 3  | Ben Cohen      | 31    | Wing     | 2000–2006 |
| 4  | Jeremy Guscott | 30    | Centre   | 1989–1999 |
| 5  | Jason Robinson | 28    | Wing     | 2001–2007 |
| 6  | Jonny May      | 25    | Wing     | 2013–     |
| 7  | Dan Luger      | 24    | Wing     | 1998–2003 |
| 8  | Josh Lewsey    | 22    | Fullback | 1998–2007 |
| 9  | Chris Ashton   | 20    | Wing     | 2010–     |
| 10 | Mark Cueto     | 20    | Fullback | 2004–2011 |

## Palmarès
- Copa Mundial de Rugbi: 2003
- Torneig de les Sis Nacions 28 (10): 1883, 1884, 1886*, 1890*, 1892, 1910, 1912*, 1913, 1914, 1920*, 1921, 1923, 1924, 1928, 1930, 1932*, 1934, 1937, 1939*, 1947*, 1953, 1954*, 1957, 1958, 1960*, 1963, 1973*, 1980, 1981, 1992, 1995, 1996, 2000, 2001, 2003, 2011, 2016 i 2017.
- Gran Slam (13): 1913, 1914, 1921, 1923, 1924, 1928, 1957, 1980, 1991, 1992, 1995, 2003, 2016.
- Triple Corona (25): 1883, 1884, 1892, 1913, 1914, 1921, 1923, 1924, 1928, 1934, 1937, 1954, 1957, 1960, 1980, 1991, 1992, 1995, 1996, 1997, 1998, 2002, 2003, 2014, 2016.
- Copa Calcuta (70): 1880, 1883, 1884, 1890, 1892, 1897, 1902, 1906, 1910, 1911, 1913, 1914, 1920, 1921, 1922, 1923, 1924, 1928, 1932, 1934, 1936, 1937, 1939, 1947, 1949, 1951, 1952, 1953, 1954, 1955, 1956, 1957, 1960, 1961, 1963, 1967, 1968, 1969, 1973, 1975, 1977, 1978, 1980, 1981, 1985, 1987, 1988, 1991, 1992, 1993, 1994, 1995, 1996, 1997, 1998, 1999, 2001, 2002, 2003, 2004, 2005, 2007, 2009, 2011, 2012, 2013, 2014, 2015, 2016, 2017.
- Millennium Trophy (18): 1989, 1990, 1991, 1992, 1995, 1996, 1997, 1998, 1999, 2000, 2002, 2003, 2008, 2012, 2013, 2014, 2016, 2019.
- Copa Cook (12): 2000, 2001, 2002, 2003, 2005, 2010, 2013, 2014, 2016-I, 2016-II, 2017 i 2018.
- Hillary Shield (1): 2012